# Jesus refulsit omnium
Jesus refulsit omnium ("Jesús: luz de todas las naciones" o "Jesús lo ilumina todo"): composición musical del año 368, obra de Hilario de Poitiers.  
Se trata de una obra musical religiosa considerada como el primer villancico de Navidad y una de las primeras canciones navideñas. Su tema es el nacimiento de Cristo.

## Letra
Jesus refulsit omnium

Pius redemptor gentium

Totum genus fidelium

Laudes celebret dramatum

Quem stella natum fulgida

Monstrat micans per authera

Magosque duxit praevia

Ipsius ad cunabula

Illi cadentes parvulum

Pannis adorant obsitum

Verum fatentur ut Deum

Munus ferendo mysticum.